# Mario Sarcletti
Mario Sarcletti (* 1960 in Erlangen) ist ein ehemaliger österreichischer Basketballspieler.

## Werdegang
Der im deutschen Erlangen als Sohn österreichischer Eltern geborene Sarcletti spielte Basketball bei CVJM Erlangen. Zum Studium der Medizin kam der 1,99 Meter große Innenspieler nach Innsbruck und schloss sich der Mannschaft der Turnerschaft Innsbruck an. Er stieg mit Innsbruck in die Bundesliga auf. In der Saison 1985/86 wurde er mit der Mannschaft Meisterschaftsdritter. Er blieb bis 1991 bei der TS Innsbruck, wechselte nach Zell am See und spielte 1992/93 noch einmal für Innsbruck in der höchsten österreichischen Spielklasse.
Sarcletti bestritt neun Länderspiele für Österreich, sein erstes Ende März 1986 gegen Island. Im April 1986 nahm er an der C-Europameisterschaft und an der Mai 1986 an der B-Europameisterschaft teil. Beruflich wurde er als Arzt an der Medizinischen Universität Innsbruck tätig.